# تپه پاکوه
تپه پاکوه (هـ - ۷۲) مربوط به دوران‌های تاریخی پس از اسلام است و در شهرستان هرسین، روستای اسحاق وند علیا واقع شده و این اثر در تاریخ ۲۴ فروردین ۱۳۸۲ با شمارهٔ ثبت ۸۱۵۷ به‌عنوان یکی از آثار ملی ایران به ثبت رسیده است.